# 観音寺 (和泉市上代町)
観音寺（かんのんじ）は、大阪府和泉市上代町にある浄土宗の寺院。

## 歴史
天平年間（729年-749年）に建立された信太寺が前身とされ、山門、本堂、鐘楼、三重塔などの堂宇が雲井にそびえ荘厳なものであったと伝えられ、その後3回火災に遭う。
織田信長の槙尾山焼き討ちの際に、同じく焼き討ちされたのをはじめ、数度にわたる兵火により荒廃したとも伝わるが詳細は不明。
開基は河内国玉手山延命寺の阿※大和尚だと伝わるが不詳。
本尊の十一面観音像は奈良時代の作と言われるが、頭部の欠損部は江戸時代に補修されているため、文化財の指定は受けていない。

## 行事
- 阿闍梨法要（2月18日）
- 秋彼岸法要（9月21日）
- 托鉢行脚（3月中の3日間不定期）

## 札所
和泉西国三十三箇所
11 念佛寺 - 12 観音寺 - 13 龍雲寺

## 交通
- 南海バス「福泉中学校前」から徒歩10分
- JR阪和線北信太駅から徒歩23分